# Жак Фрідель
Жак Фрідель (фр. Jacques Friedel; 11 лютого 1921, Париж, Франція — 27 серпня 2014, там само) — французький фізик теоретик.
Член Французької академії наук (1977) та її президент у 1993—1994 рр., член Леопольдини (1988), іноземний член Лондонського королівського товариства (1988) та Національної академії наук США (1992) .

## Біографія
Його прадід Шарль Фрідель був хіміком-органіком і кристалографом в університеті Париж IV Сорбонна . Дідусь Жорж Фрідель працював з рідкими кристалами, а батько Едмонд Фрідель був директором Гірської школи Парижа з 1937 по 1965 рік.
Закінчив Вищу гірську школу в Парижі, де потім працював (1948—1956 рр.). З 1956 р. — професор Паризького університету в Орсі.
Президент Французького Інституту (1990) та Європейського фізичного товариства, член-засновник French Academy of Technologies, член Американської академії мистецтв і наук (1967), Американського фізичного товариства (1986).

## Наукова діяльність
Основні дослідження в галузі фізики твердого тіла, магнетизму. У 1955 р. висунув теорію феромагнетизму (модель Фріделя). У 1956—1958 роках на основі теорії розсіювання розглянув загальні питання теорії низьколегованих сплавів і встановив, що сума зрушень фаз парціальних електронних хвиль на поверхні Фермі дорівнює кількості локалізованих електронів, захоплених домішкою (правило сум Фріделя). Передбачив існування осциляцій густини заряду навколо дефекту в металі (осциляції Фріделя). Висунув ідею про віртуальний зв'язаний стан d-електронів у перехідних металах (1956—1958). Створив теорію сплавів (теорія сплавів Фріделя). Запропонував модель дислокації. Ввів розподіл кристалів за рівнем молекулярної впорядкованості на нематичні та смектичні.

## Нагороди
- 1956 — Prix Louis-Ancel[fr]
- 1964 — Премія Хольвека
- 1970 — Золота медаль Національного центру наукових досліджень
- 1981 — Премія імені Денні Хайнемана
- 1988 — Von Hippel Award[de]
- 2010 — Leonardo da Vinci Award, European Academy of Sciences

Кавалер Великого хреста ордена Почесного легіону (2013).